# My Camp Rock
My Camp Rock var ett musikunderhållning- och talangjaktssprogram där barn tävlar. Tävlingen är baserad på Disney Channels Originalfilm Camp Rock. I programmet fick barnen hjälp av en sångare/sångerska att lära sig hur man sjunger starkt och fint samtidigt som man dansar. My Camp Rock har sänts i Storbritannien, Skandinavien och Benelux.

## Brittiska versionen

### 2009: My Camp Rock
Programledare var Jason King och Joel Ross. Vinnaren av tävlingen blev Holly Hull.

### 2010: My Camp Rock 2
Programledare var Sarah Jane Crawford och Nigel Clarke. Vinnaren av tävlingen blev Shannon Saunders.

## Skandinaviska versionen

### 2009: My Camp Rock Scandinavia
Programledare var Eric Saade. Vinnaren av tävlingen blev den svenska sångaren Shenie Fogo med låten "Here I Am".

### 2010: My Camp Rock Scandinavia 2
Programledare var Molly Sandén och Bjørn Johan Muri. Vinnaren av tävlingen blev den svenska sångaren Vendela Hollmström med låten "It's Not Too Late".

## Benelux versionen

### 2010: My Camp Rock Benelux
Vinnarna av tävlingen blev Cheyenne & Mayleen.